# Mahmoud Mohsen
Mahmoud Mustafa Sayed Nashat Mohsen (arabiska: محمود مصطفى سيد نشأت محسن), född 24 mars 1995, är en egyptisk fäktare som tävlar i värja.

## Karriär
Vid olympiska sommarspelen 2024 i Paris blev Mohsen utslagen i 32-delsfinalen i värja av tjeckiske Jakub Jurka. Han slutade även på åttonde plats tillsammans med Mahmoud El-Sayed, Mohamed El-Sayed och Mohamed Yasseen i lagtävlingen i värja.